# Священные Писания в исламе
Свяще́нные Писа́ния в исла́ме (араб. الكتب المقدسة‎) — тексты по учению ислама, ниспосланные Аллахом. В настоящее время только Коран остаётся в исламе в качестве Священного Писания, а все Писания, предшествовавшие ему, носили временный характер, такие как Таурат (Тора), Забур (Псалтирь) и Инджиль (Евангелие) и по прошествии времени были отменены.

## Свитки
Сухуф (араб. صحف‎ —  свитки‎) — свитки, в которых были откровения Аллаха отдельным пророкам. Согласно преданию, общее число сухуфов — 100.
- 10 Сухуф — Адаму (или Мусе)[2];
- 50 Сухуф — Шису (Сифу);
- 30 Сухуф — Идрису (Еноху);
- 10 (или 20) Сухуф — Ибрахиму (Аврааму)[2].

После сухуфов Аллах ниспослал 4 священные книги.

### Свитки Ибрахима
О свитках Ибрахима упоминается в Коране, в сурах «Наджм» («Звезда») и «аль-Аля» («Высочайший»).

Наставляй же людей, если напоминание принесет пользу. ۝ Воспримет его тот, кто страшится, ۝ и отвернется от него самый несчастный, ۝ который войдет в Огонь величайший. ۝ Не умрет он там и не будет жить. ۝ Преуспел тот, кто очистился, ۝ поминал имя своего Господа и совершал намаз. ۝ Но нет! Вы отдаете предпочтение мирской жизни, ۝ хотя Последняя жизнь – лучше и дольше. ۝ Воистину, это записано в первых свитках – ۝ свитках Ибрахима (Авраама) и Мусы (Моисея).
—  87:9—19 (Кулиев)

Разве ему не поведали о том, что было в свитках Мусы (Моисея) ۝ и Ибрахима (Авраама), который выполнил повеления Аллаха полностью? ۝ Ни одна душа не понесет чужого бремени. ۝ Человек получит только то, к чему он стремился. ۝ Его устремления будут увидены, ۝ а затем он получит воздаяние сполна.
—  53:36—41 (Кулиев)

## Священные книги
Ислам признаёт в качестве Священных Писаний Таурат (Тора), ниспосланный пророку Мусе (Моисею); Забур (Псалтирь) — Давуду (Давиду); Инджиль (Евангелие) — Исе (Иисусу Христу); Сухуф (Свитки), ниспосланный нескольким пророкам; Коран, ниспосланный пророку Мухаммеду. С точки зрения ислама, оригиналы Таурата, Забура и Инджиля не сохранились. Мусульмане считают, что дарованые иудеям и христианам Писания были искажены (тахриф), только оберегаемый Богом Коран сохранился в том виде, в котором он был ниспослан на Землю и является последним откровением Бога. Существующие Тора, Псалтирь и Евангелие не относятся к Священному Писанию в исламе.

### Таурат
Таурат (араб. توراة‎ —  Тора, Пятикнижие‎) — священное Писание, ниспосланное Аллахом пророку Мусе, арабское наименование Торы. Упоминается в Коране почти всегда вместе с Инджилем. Инджиль подтвердил правильность сказанного в Таурате, а Коран подтверждает правильность Таурата и Инджиля. Согласно Корану, в Таурате и Инджиле содержится пророчество о появлении пророка по имени Ахмад (Ахмад — одно из имён пророка Мухаммеда).
Согласно исламу, пророки судили верующих по Таурату, а затем раввины и книжники стали судить по нему. Однако раввины и книжники запомнили только часть Таурата, исказили его и приписали ему несуществующие запреты. В спорах пророка Мухаммада с иудеями, Таурат как бы привлекается свидетелем в пользу пророка. Цитаты из Таурата в Коране иногда почти совпадают, иногда отдаленно напоминают псалмы (Забур). Аллюзии на тексты Таурата часто встречаются и в сборниках хадисов пророка Мухаммада. В хадисах сохранились и следы полемики первых мусульман с иудеями.
В исламском предании имеются сведения о том, что Таурат состоял из 40 частей (джузов), а в каждой части было 1000 аятов. Полностью наизусть Таурат знали только Муса (Моисей), Харун (Аарон), Юша ибн Нун (Иисус Навин), Узайр (Ездра) и Иса ибн Марьям (Иисус Христос). Исламское предание также сообщает о том, что оригинал Таурата был сожжён и утерян во время завоевания Иерусалима Навуходоносором. Оставшиеся отдельные повествования перемешались с иудейской народной традицией и, спустя много веков, были собраны в единую книгу. Эту книгу мусульмане не считают оригиналом Таурата, принесенного пророком Мусой. По учению ислама, после ниспослания Корана религиозные положения, которые содержались в Таурате, были Аллахом полностью отменены. Современная Тора (Пятикнижие) относится к Священному Писанию в иудаизме и христианстве, но не относится к Священному Писанию в исламе.
Средневековые исламские богословы широко использовали тексты современной Торы для комментирования коранических рассказов о библейских персонажах. Примерно с IX века исламские богословы начали приводить тексты современной Торы, которые мусульмане считают пророчеством о Мухаммаде. Обычно они ссылались на Бытие 16:9—12; 17:20; 21:21; Второзаконие 18:18, 33:2, 12 и пр.

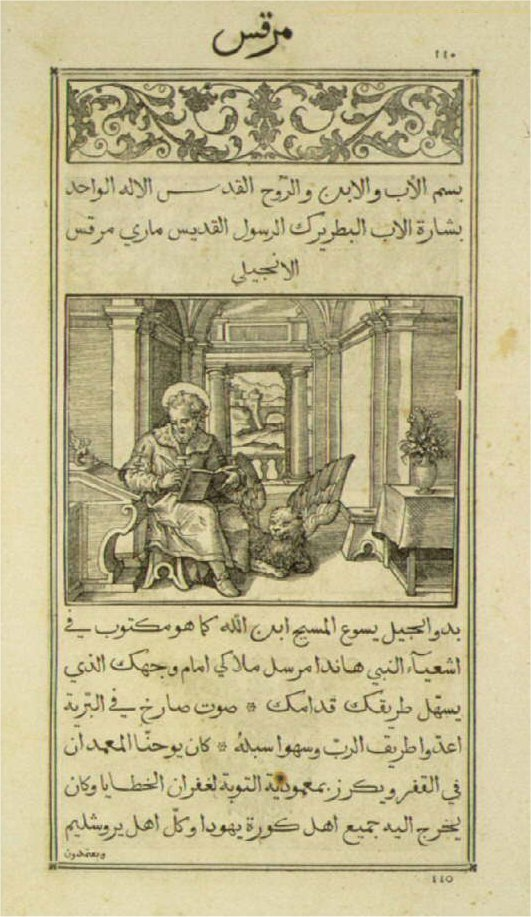
Экземпляр Евангелия на арабском языке (1590 год).

### Забур
Забур (араб. زبور‎) — священное Писание, ниспосланное пророку Давуду (Давид). Упоминается в Коране. В исламе Забур считается вторым после Таурата Писанием, ниспосланным Аллахом. Забур является самой малой по объёму божественной книгой. В отличие от Таурата и Корана Забур не содержит в себе новых религиозных предписаний. 
Пророк Давуд руководствовался шариатом Мусы, а Забур был призван ещё более укрепить шариат Мусы. Стихи (псалмы) Забура были ниспосланы в поэтическом стиле.
Большинство исламских богословов считают Забуром Псалтирь.
С точки зрения ислама, оригинал Забура не сохранился, а существующая Псалтирь не является его первоначальным текстом. Существующая Псалтирь не относится к Священному Писанию в исламе. По учению ислама, после ниспослания Корана религиозные положения, которые содержались в Забуре, были Аллахом полностью отменены.

### Инджиль
Инджиль (араб. إنجيل ‎) — одна из четырёх священных книг ислама, арабское наименование Евангелия, использованное в Коране. С точки зрения мусульман, Инджиль было ниспослано Аллахом пророку Исе. В широком смысле в Инджиль входят все книги Нового Завета.
Мусульмане считают, Инджиль не сохранился в первоначальном виде, а существующее Евангелие является лишь пересказом, в который на протяжении веков вносились изменения (тахриф) и дополнения, и поэтому он только отчасти передаёт первоначальный смысл. По учению ислама, после ниспослания Корана религиозные положения, содержавшиеся в Инджиле, были Аллахом отменены.

### Коран
Коран (араб. أَلْقُرآن‎) — священная книга мусульман. Слово «Коран» происходит от арабского «чтение вслух», «назидание»(Коран, 75:16-18). Коран представляет собой свод откровений, произнесённых от имени Бога пророком Мухаммедом. Современная редакция Корана считается компиляцией записей, собранных и обобщённых специальной коллегией во главе с Зейдом ибн-Сабитом, по повелению второго халифа Умара ибн Хаттаба, утверждённая в качестве единственной канонической версии при третьем халифе Усмане. В мусульманской традиции считается, что каноническая версия была утверждена согласно общему мнению оставшихся на тот момент в живых сподвижников пророка о том, что именно в таком виде и последовательности читал как завершённое целое Коран сам Мухаммед. В то же время, на сегодняшний день известно семь вариантов чтения — таджвида — Корана, восходящие к различным школам начального периода мусульманской истории.
Коран был записан со слов пророка Мухаммеда его сподвижниками. Согласно мусульманской традиции, передача Корана была осуществлена через ангела Джибриля и длилась без малого 23 (точнее 22, с 610 по 632 год.) года, а первое откровение Мухаммед получил в возрасте сорока лет, в Ночь могущества (месяц Рамадан).
Корану посвящено множество исследований как мусульманских, так и немусульманских ученых. В мусульманском мире одним из признанных обобщающих трудов признано «Совершенство в коранических науках» Джалал ад-Дин ас-Суйуты (1455—1505).
Согласно исламской догматике, Коран — это:
- божественное руководство для человечества, последнее Священное Писание, ниспосланное Аллахом[22];
- предвечное и несотворённое Слово Божье, свидетельство пророчества и последнее небесное откровение, которое подтвердило истинность всех предыдущих священных Писаний, отменило провозглашенные ими законы и утвердило последнее и самое совершенное небесное законодательство[21][22] (впрочем, в исламской истории имели место серьёзные богословские дискуссии по вопросам о сотворённости/несотворённости Корана);
- чудо, одно из доказательств пророческой миссии Мухаммеда, кульминация серии божественных посланий. Божественные послания начались с Адама, включали в себя Свитки Авраама, Таурат (Тору), Забур (Псалтирь) и Инджиль (Евангелие)[22].

В исламских странах Коран служит основой законодательства, как религиозного, так гражданского и уголовного.

## Тахриф
Тахри́ф (араб. تحريف‎ — рус. искажение слов; перестановка букв в слове) — в исламском богословии: изменения, которые иудеи и христиане внесли в библейские рукописи Таурат (Тору), Забур (Псалтирь) и Инджиль (Евангелие). Среди богословов, утверждавших о тахрифе библейских текстов, были Ибн Хазм, аль-Куртуби, аль-Макризи, Ибн Теймийа, Ибн Каййим и др.
Тема тахрифа впервые затрагивается в трудах Ибн Хазма (X век), который отверг авторство Торы Моисеем (Муса) и утверждал, что её автором был Эзра (Узайр). Ибн Хазм систематизировал аргументы против подлинности библейского текста Танаха и Нового Завета отметив в них: хронологические и географические неточности и противоречия, запретные действия (антропоморфные выражения, рассказы о блуде и распутстве, грехи пророков), а также отсутствие надежной передачи (таватур) текста. По мнению Ибн Хазма фальсификация Торы могла произойти в то время когда существовала только одна рукопись, хранившаяся в Иерусалимском Храме. Аргументы Ибн Хазма в отношении тахрифа имели большое влияние на исламскую литературу и были использованы поздними полемистами.